# Musée Aubois d'histoire de l'éducation
Pour les articles homonymes, voir Musée de l'éducation.
Le Musée Aubois d'histoire de l'éducation (MAHE) est un musée français, situé à Troyes.

## Historique
Créé en 1976, le Musée Aubois d'histoire de l'éducation est géré par le Centre départemental de documentation pédagogique (CDDP), financé par le conseil départemental, et soutenu par une association des amis du MAHE.
Il est installé depuis 1994 avec le CDDP dans les locaux de l'IUFM.

## Collections et activités
Le Musée Aubois d'histoire de l'éducation possède une salle de classe nommée "La Communale" datant du début du XXe siècle qui est régulièrement visitée par des groupes scolaires du primaire et du secondaire.
Outre une présentation de ses collections permanentes, le musée propose des expositions temporaires. Il possède un centre de documentation dont le fonds comprend 20 000 documents, des archives (cahiers d'élèves de 1852 à 1983...), publie les Cahiers aubois d'histoire de l'éducation et organise des colloques.